# Carcinoma bronquioloalveolar
El carcinoma bronquioloalveolar es una de las formas de cáncer de pulmón y, aunque poco frecuente, es la forma más común que se presenta en pacientes que nunca habían fumado en sus vidas, en mujeres y asiáticos. Se define a un carcinoma bronquioloalveolar como un carcinoma in situ, es decir, no es un tumor invasivo ni metastásico y se origina, como su nombre indica, en una zona bastante periférica del parénquima pulmonar, la región terminal bronquioalveolar. A pesar de que no invade a otros tejidos, el carcinoma bronquioloalveolar es un tumor maligno y con frecuencia letal. Por lo general se recomienda cirugía, bien sea una lobectomía o neumonectomía para controlar el tumor, aunque las recurrencias son frecuentes. Con frecuencia se ven tumores mixtos, es decir con características adenocarcinomatosos conjuntamente con características puramente bronquiolopulmonares.

## Clasificación
Los oncólogos clasifican al carcinoma bronquioloalveolar como un tumor no invasivo, y se considera un subtipo del adenocarcinoma de pulmón. A pesar de ello, se distingue de otros adenocarcinomas por sus características clínicas, su pronóstico y la respuesta de los pacientes al tratamiento.
El carcinoma bronquioloalveolar se subdivide en cuatro clases según la localización: los carcinomas bronquioloalveolares intraparenquimatosos, los parietales, los pericárdicos, los apicales y los peridiaframáticos; esta división determinará diferente abordaje terapéutico y diferente pronóstico.

## Epidemiología
El carcinoma bronquioloalveolar representa un 5% de los cánceres de pulmón de células no-pequeñas. Aproximadamente 30% de los pacientes con carcinoma bronquioloalveolar nunca han fumado y más de la mitad de los casos son mujeres. El pronóstico mejora con la mayor proporción de elementos bronquioloalveolares en el tumor, es decir, un carcinoma bronquioloalveolar puro tiene mejor que un tumor mixto y este a su vez mejor pronóstico que un adenocarcinoma puro.

## Diagnóstico
En la radiografía de tórax parece multicéntrico en uno o ambos campos pulmonares, aun cuando no haya dado metástasis a distancia, adoptando una morfología nodular o difusa reticulada. Parece una neumonía, al coalescer varios nódulos con infiltrados pulmonares y broncograma aéreo (junto con el linfoma primitivo de pulmón, son las únicas neoplasias que lo producen). Como no afecta a bronquios importantes no suele haber atelectasias ni enfisema asociados.

## Anatomía patológica
No tienen la consistencia tan dura como el resto de los carcinomas. Los nódulos tienen un aspecto grisáceo traslúcido cuando existe secreción mucinosa; en caso contrario son áreas gris blanquecinas sólidas, que pueden confundirse con neumonía en una inspección superficial. El carcinoma bronquioloalveolar se origina a partir de las células alveolares, posiblemente los neumocitos tipo II. Parece que guarda reacción con cierto tipo de virus (paramixovirus). Las lesiones son muy similares a las de una enfermedad aparentemente infecciosa de las ovejas de África del Sur. Sin embargo, han fracasado los numerosos esfuerzos realizados, para identificar un agente infeccioso en el hombre, o para transmitir la enfermedad a las ovejas con extractos libres de células del carcinoma humano.

### Histología
Es una variedad del adenocarcinoma, un tumor que recubre los alvéolos y bronquiolos, tapizando su luz, no llegando generalmente a afectar a los bronquios. Las células son columnares o cuboideas altas, con presencia ocasional de cilios, que tapizan los septos alveolares, en numerosas formaciones papilares ramificadas. Las células tumorales con frecuencia contienen abundante secreción mucinosa. El grado de anaplasia es muy variable, pero en general son tumores bien diferenciados que tienden a respetar la arquitectura septal original. Ultraestructuralmente los carcinomas bronquioalveolares son un grupo heterogéneo, formados por células mucosecretoras bronquiolares, células de Clara o raras veces neumocitos tipo II. Todos ellos son reconocibles mediante inmunohistoquímica por la presencia de Enolasa V-2 positiva en las células de Clara y porque expresan los factores de transcripción C-myc32 y CycD8. La secreción paracrina de FGF-1 por las células de clara indicará un pronóstico mucho peor.

## Cuadro clínico
Generalmente cursa con alteración de la transferencia de oxígeno, insuficiencia respiratoria, disnea, hipoxemia y producción de grandes cantidades de moco (tos productiva). Incluso puede producir alteraciones hidroelectrolíticas. Es el tipo histológico más relacionado con mujeres con esclerodermia. También se asocia frecuentemente a factor reumatoideo positivo en general.

### Pronóstico
Siempre que se presenten como lesiones únicas, es mejor que el resto de los carcinomas bronquiales, pues tiene poca tendencia a la invasión de los tejidos vecinos y a la aparición de metástasis a distancia, ya sean por vía hemática o linfática. Por tanto tiene crecimiento exclusivamente pulmonar. Suele llevar a la muerte del enfermo al ser multifocal; pero las posibilidades de supervivencia aumentan notablemente cuando se da en el pulmón izquierdo. En el caso de que el pulmón tenga secreción de FGF-1, se descartará de entrada el tratamiento quirúrgico; si el tumor no expresa este factor de crecimiento se podrá valorar la cirugía, aunque sólo mejora la supervivencia en un 40% de los individuos.